# Romano Prodi
Romano Prodi (* 9. srpna 1939 Scandiano) je italský politik a státní činitel, předseda italské vlády (v této funkci poprvé působil v období od 17. května 1996 do 21. října 1998 a podruhé od 17. května 2006 do 8. května 2008). V letech 1999 až 2004 byl také desátým předsedou Evropské komise.

## Politická kariéra
V roce 1996 vedl do italských voleb kandidátku středolevé koalice nazývané Olivovník a po vítězství se stal italským premiérem. V této funkci setrval až do roku 1998. Úspěch zopakoval vítězstvím ve volbách v roce 2006, kdy porazil pravicovou alianci Silvia Berlusconiho. Když v lednu 2008 ztratil důvěru v senátu, na svou premiérskou pozici rezignoval. Vládu pak vedl ještě další čtyři měsíce, než se konaly nové volby.
V září 1999 se jako proevropský politik stal předsedou Evropské komise, a to díky podpoře Evropské lidové strany a Strany evropských socialistů v Evropském parlamentu. Právě za jeho působení v Komisi, v roce 2002, se jedenáct členů Evropské unie rozhodlo vzdát se své měny ve prospěch eura. V roce 2004 proběhlo také historicky největší rozšíření EU, kdy se členy stala většina států bývalého východního bloku, včetně České republiky. Prodiho mandát vypršel v listopadu 2004, kdy se vrátil k domácí politice.

## Vyznamenání
- velkokříž Řádu zásluh o Italskou republiku – Itálie, 2. června 1993[3]
- velkokříž Řádu za zásluhy Polské republiky – Polsko, 15. dubna 1997[4]
- velkokříž Řádu Isabely Katolické – Španělsko, 26. září 1998[5]
- velkokříž Řádu rumunské hvězdy – Rumunsko, 2000[6][7]
- Řád za mimořádné zásluhy – Slovinsko, 26. února 2005 – za mimořádné zásluhy, činy a osobní přínos pro dobro Slovinska při jeho integraci do Evropské unie a jeho usazení v mezinárodním společenství[8]
- velkokříž Řádu tří hvězd – Lotyšsko, 2007[6][9]
- Řád vycházejícího slunce I. třídy – Japonsko, 2012[10][11]
- velkokříž Řádu čestné legie – Francie, 13. února 2014[12]
- Řád Abd al-Azíze I. třídy – Saúdská Arábie